# Robert Shearman

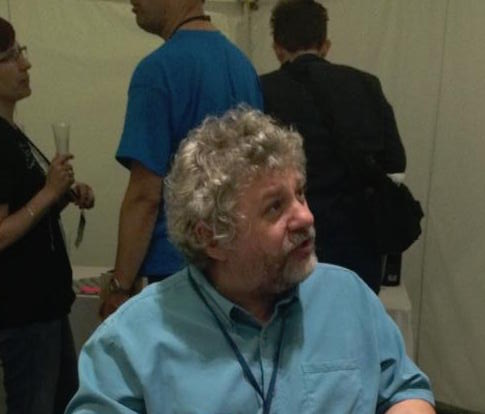
Robert Shearman

Robert Charles Shearman (Horsham, Sussex, Inglaterra, 10 de febrero de 1970) es un escritor inglés de fantasía.